# ナバーラ住民連合
ナバーラ住民連合（Unión del Pueblo Navarro 略称：UPN）はスペインナバーラ州の地域政党。ナバーラ地域主義政党として1979年に創設された。2015年からの党代表はハビエル・エスパルサ。
ナバーラ住民連合（UPN）は自治州によって構成されるスペイン国家の中において、ナバーラの特別自治法（fuero）制度の保持とバスク州への統合回避を目的として、1979年に創設された。その背景には、マドリードでのバスク民族主義党（PNV）と当時の主要政党民主中道連合（UCD）、社会労働党（PSOE)、国民同盟（AP）及び高位聖職者を交えた協定において、ナバーラのバスク州への統合を可能にする仕組みが1978年憲法の暫定4版に盛り込まれたという状況があった。UPNはその創設以降、ナバーラ州政府及びパンプローナ市政を10年以上率いてきた。

## 政治的立場
UPNの政治的立場は、固有のフエロに基づくナバーラの立場を明らかにし、ナバーラのアイデンティティとバスク民族主義との相違を明確にして、ナバーラ州のバスク州への統合を阻止するというものである。

## 歴史

### 党創設（1979）
ナバーラ主義を掲げる中道右派政党であるUPNは、1979年1月3日ヘスス・アイスプン（Jesús Aizpún）、ホセ・アンヘル・スビアウール（José Ángel Zubiaur）、マリーア・イサベル・ベリアイン（María Isabel Beriáin）、イグナシオ・ハビエル・ゴマラ（Ignacio Javier Gómara）、ラモン・エチェベリーア（Ramón Echeverría）、フェリシアーノ・アラメンディア（Feliciano Aramendía ）、ハビエル・チョウラウト（Javier Chourraut）らによって創設された。UCDは民主化移行期の1978年憲法の暫定規定をめぐって分裂状態に陥った。またナバーラ・フォラル同盟（Alianza Foral Navarra|）からも脱退者が出た。
UPNは1981年に“Navarra Unida”のスローガンのもと、代表ハビエル・ゴマラ、副代表バルビーノ・バードス、書記ホセ・マリーア・パーニョスの執行部で初の国政選挙に臨んだ。
1982年の総選挙では国民同盟（AP）と協同で候補者を擁立、76,000票以上を獲得、上院に2議席を獲得した。
翌1983年の自治州選挙では、62,000票余を獲得、定数50のうち13議席を得、議会第2党となった。
1984年には党の青年組織Juventudes Navarrasを立ち上げた。
翌85年には「ナバーラのために、我々と」のスローガンのもと第2回党大会を開催、党首にヘスス・アイスプン、書記長にラファエル・グレーア、副党首にバルビーノ・バードスとハビエル・カスティージョを選出した。
1986年の総選挙では、選挙連合UPN-CPを結成、80,000票を越す票を獲得、下院2議席、上院1議席を獲得した。1987年の議会選挙（Elecciones al Parlamento de Navarra de 1987）では、UPNは69,419票を得、第1党のPSOEよりわずかに1議席少ない14議席を獲得した。同時に行われた自治体選挙で、初めてパンプローナの市長の座を得た。
創設10年目の1989年には第3回党大会が開かれ、“Garantía de Futuro”のスローガンが採択された。同年の総選挙では、UPNは国民党（PP）と選挙協力を行い、92,000票余りを得、初めてナバーラ州において第1党となった。

### ナバーラ州首相
1995年の自治州選挙では93,000票以上を獲得、17議席を獲得した。ナバーラ社会党指導者が関わる汚職事件が発覚、ハビエル・オターノ州首相が引責辞任、1996年9月にミゲル・サンス・セスマが州首相に就任、その後2011年5月の自治州選挙後ナバーラ社会党と連立しジョランダ・バルシーナが新たに州首相に就任するまで、首相の職にあった。
2007年の自治州選挙では再び第1党になり、22議席を獲得し、ナバーラ社会党（12議席）とバスク民族主義を掲げるナフォロア・バイ（12議席）による政権協議は不調に終わり、再度党首のミゲル・サンスが州首班に就任した。

### 国民党との協力関係破綻（2008）
2008年の総選挙では国民党との選挙連合で39.29%の票を獲得した。
2009年予算案の採決について、国民党は反対票を求めていたが、UPNの執行部は採決での棄権を支持、そのことを理由に、2008年10月22日国民党は、UPNとの協力関係を停止することを発表した。実際の採決ではUPNの下院議員カルロス・サルバドールは執行部の指示通り、棄権し、別の議員サンティアゴ・セルベーラは反対票を投じた。
2008年月28日、国民党は1991年以来続けていたUPNとの協力関係が破綻したと発表した。

### ジョランダ・バルシーナ党首（2009）
2009年に開かれた党大会は、変革の党大会となった。ジョランダ・バルシーナが党首に、アルベルト・カタランが副党首に、カルロス・ガルシーア・アダネーロが書記長に選出された。また、新スローガン“Contigo somos más”が採択された。
2008年国民党との協力関係が破綻したにもかかわらず、UPNは次の総選挙では国民党との選挙協力で臨むと発表した。候補者リストでは、下院では第1位と第3位をUPNが、国民党には第2位を、また上院については第1位と第2位をUPNが、第3位を国民党に割り当てるというものであった。その他の合意事項は、院内会派グルーポ・ミクストに属している所属議員の国民党会派への加入と、首相信任投票での国民党党首マリアーノ・ラホイへの支持と国民党政権による予算案への賛成というものであった。

## 選挙結果

### 総選挙
| 選挙         | 得票    | 得票率 | 議席 | 選挙連合   |
| ------------ | ------- | ------ | ---- | ---------- |
| 1979年総選挙 | 28,248  | 11.17% | 1    |            |
| 1982年総選挙 | 76,255  | 25.59% | 2    | UPN-AP-PDP |
| 1986年総選挙 | 80,922  | 29.63% | 2    | AP-PL-UPN  |
| 1989年総選挙 | 92,216  | 33.18% | 3    | UPN-PP     |
| 1993年総選挙 | 112,228 | 36.13% | 3    | UPN-PP     |
| 1996年総選挙 | 120,335 | 37.12% | 2    | UPN-PP     |
| 2000年総選挙 | 150,995 | 49.89% | 3    | UPN-PP     |
| 2004年総選挙 | 127,653 | 37.60% | 2    | UPN-PP     |
| 2008年総選挙 | 131,618 | 39.29% | 2    | UPN-PP     |
| 2011年総選挙 | 126,101 | 38.18% | 2    | UPN-PP     |

### 州議会選挙
| 選挙               | 得票    | 得票率 | 議席 | 政権                     |
| ------------------ | ------- | ------ | ---- | ------------------------ |
| 1979年州選挙（es） | 40,764  | 16.06% | 13   | UCD-PSOE-HB-Orhi Mendi   |
| 1983年州選挙（es） | 62,072  | 23.50% | 13   | PSOE                     |
| 1987年州選挙（es） | 69,419  | 24.84% | 14   | PSN-PSOE                 |
| 1991年州選挙（es） | 96,005  | 34.95% | 20   | UPN                      |
| 1995年州選挙（es） | 93,163  | 31.97% | 17   | PSN-CDN-EA               |
| 1999年州選挙（es） | 125,497 | 42.37% | 22   | UPN                      |
| 2003年州選挙（es） | 127,460 | 42.48% | 23   | UPN-CDN                  |
| 2007年州選挙（es） | 139,122 | 42.78% | 22   | UPN-PP                   |
| 2011年州選挙（es） | 111,474 | 34.48% | 19   | UPN-PSN                  |
| 2015年州選挙（es） | 92.705  | 27.44% | 15   | GBai-EH Bildu-Podemos-IE |

## 歴代党首
- 1979年-1985年 ハビエル・ゴマラ
- 1985年-1997年 ヘスス・アイスプン（スペイン語版）
- 1997年-2009年 ミゲル・サンス・セスマ
- 2009年-2015年 ジョランダ・バルシーナ
- 2015年- ハビエル・エスパルサ（スペイン語版）